# Coppa del Mondo di combinata (freestyle)
La Coppa del Mondo di combinata (freestyle) era un trofeo assegnato annualmente dalla Federazione Internazionale Sci (FIS), a partire dalla stagione 1979/1980 e fino alla stagione 1994/1995 per le donne e 1996/1997 per gli uomini, al freestyler ed alla freestyler che otteneva il punteggio complessivo più alto nelle gare di combinata del circuito della Coppa del Mondo di freestyle.

## Albo d'oro
| Stagione  | Uomini                | Uomini      | Donne                    | Donne     |
| Stagione  | Vincitore             | Nazionale   | Vincitrice               | Nazionale |
| --------- | --------------------- | ----------- | ------------------------ | --------- |
| 1979/1980 | Greg Athans           | Canada      | Stephanie Sloan          | Canada    |
| 1980/1981 | Frank Beddor          | Stati Uniti | Marie-Claude Asselin     | Canada    |
| 1981/1982 | Frank Beddor (2)      | Stati Uniti | Marie-Claude Asselin     | Canada    |
| 1982/1983 | Alain Laroche         | Canada      | Marie-Claude Asselin (3) | Canada    |
| 1983/1984 | Alain Laroche         | Canada      | Conny Kissling           | Svizzera  |
| 1984/1985 | Alain Laroche         | Canada      | Conny Kissling           | Svizzera  |
| 1985/1986 | Éric Laboureix        | Francia     | Conny Kissling           | Svizzera  |
| 1986/1987 | Éric Laboureix        | Francia     | Conny Kissling           | Svizzera  |
| 1987/1988 | Alain Laroche (4)     | Canada      | Conny Kissling           | Svizzera  |
| 1988/1989 | Chris Simboli         | Canada      | Conny Kissling           | Svizzera  |
| 1989/1990 | Éric Laboureix        | Francia     | Conny Kissling           | Svizzera  |
| 1990/1991 | Éric Laboureix (4)    | Francia     | Conny Kissling           | Svizzera  |
| 1991/1992 | Trace Worthington     | Stati Uniti | Conny Kissling (9)       | Svizzera  |
| 1992/1993 | Trace Worthington     | Stati Uniti | Katherina Kubenk         | Canada    |
| 1993/1994 | David Belhumeur       | Canada      | Maja Schmid              | Svizzera  |
| 1994/1995 | Trace Worthington (3) | Stati Uniti | Maja Schmid (2)          | Svizzera  |
| 1995/1996 | Jonny Moseley         | Stati Uniti | non assegnata            | -         |
| 1996/1997 | Toben Sutherland      | Canada      | non assegnata            | -         |